# Batalla de les Bardisses
La Batalla de les Bardisses és el nom que es dóna a una fase de la batalla de Normandia en què va participar principalment l'exèrcit estatunidenc enfrontant-se a les tropes alemanyes, des del 13 de juny, pocs dies després del desembarcament, fins al 24 de juliol de 1944, inici de l'operació Cobra. Aquesta batalla va tenir lloc a la campinya de Normandia marcada per les seves innombrables bardisses, d'aquí el nom que els historiadors li van donar després de la guerra.
Té tres parts:
- l'avanç a La Haye-du-Puits (batalla de La Haye-du-Puits);
- al sector de Saint-Lô (batalla de Saint-Lô);
- a la regió al sud de Carentan, en direcció a Sainteny i Périers.

La batalla de les Bardisses és una guerra d'infanteria que es pot comparar en alguns dels seus aspectes amb la guerra de selva.
L'avanç americà va ser molt lent i molt costós en vides humanes. De vegades calien diverses desenes de morts aliades per capturar un prat o una bardissa.
La moral de les tropes americanes es va veure afectada en aquesta guerra de desgast, on una tanca presa amb dificultat s'assemblava terriblement a la tanca anterior, fins al punt que el bocage de Normandia va ser sobrenomenat Hedgerow Hell ("l'infern de les bardisses").

## Context estratègic i ambiental
Davant del bloqueig de la situació a l'est del front i la impossibilitat que les tropes anglocanadenques prenguessin Caen (vegeu batalla de Caen), les tropes aliades, principalment estatunidenques, es van veure obligades a avançar cap al sud-oest en una zona de bocage, una zona molt favorable a la defensa i que les tropes alemanyes més experimentades van saber aprofitar.
Des d'un punt de vista operatiu, aquesta successió de prats i bardisses impedia l'alineació del front d'atac americà i facilitava els atacs de flanqueig. Des d'un punt de vista tàctic, cada bardissa presentava una nova trinxera per conquerir, exposant els defensors, la infanteria i els blindats aliats a curta distància de tir, com una successió d'emboscades. Tanmateix, l'estat major americà no havia previst combats intensos en aquesta zona i va subestimar les dificultats de la configuració del terreny, dificultant qualsevol moviment de tancs o l'avanç d'homes amb poca visibilitat.
Les tanques afavorien les posicions defensives alemanyes i el seu camuflatge. Les tropes de la Wehrmacht a les quals s'enfrontaven els aliats tenien més experiència que les tropes estacionades a les costes del desembarcament. Això era particularment cert en el cas dels Fallschirmjäger, que sabien com aprofitar aquests petits prats tancats per terraplens i tanques altes. Es camuflaven fàcilment, fent que la supremacia aèria aliada fos menys decisiva i l'artilleria americana menys efectiva. Els alemanys van establir un sistema en què cada punt defensiu d'un prat podia donar suport al del prat veí.

## Històric

### Sector de La Haye-du-Puits

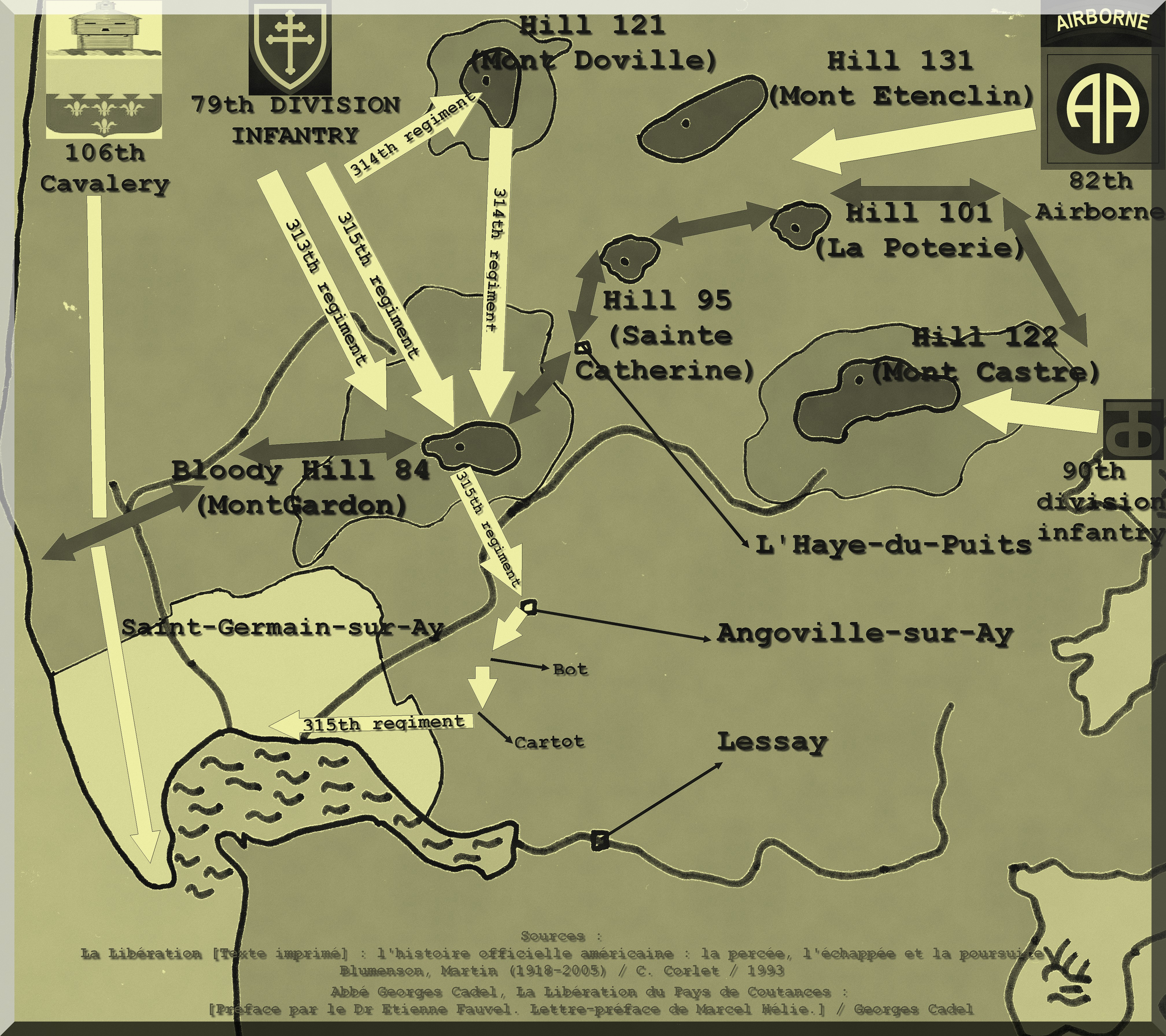
Mapa d'operacions al voltant de La Haye du Puits del 3 al 14 de juliol

L'avanç del VIII Cos del Primer Exèrcit estatunidenc després de la captura de Cherbourg cap al sector de La Haye-du-Puits, del 3 al 14 de juliol de 1944, és una de les grans batalles de la guerra de les bardisses i constitueix una de les últimes ofensives al nord del Cotentin abans del llançament de l'operació Cobra el 25 de juliol de 1944.
Els combats a la zona que envoltava la ciutat i durant la seva captura van ser molt violents i costosos en vides humanes. Aproximadament 10.000 soldats estatunidencs van perdre la vida per tal de fer avançar el seu front només 12  km .

#### El context: l'obertura del front i els combats al juny
Després del desembarcament del 6 de juny de les forces estatunidenques a Utah Beach i consolidació del cap de platja al voltant de Sainte-Mère-Église, l'exèrcit estatunidenc va creuar la península entre Carentan i Barneville, i va marcar, el 18 de juny, el tall del Cotentin, és a dir, un front que anava des de la costa est fins a la costa oest i separa les forces alemanyes. Després, mentre consolidaven aquest front per evitar que arribessin reforços del sud, els estatunidencs es van precipitar cap a Cherbourg i van prendre la ciutat el 26 de juny.
Mentrestant, el front entre Carentan i Portbail es mantenia ferm, però, per la seva banda, els alemanys del front oposat ho aprofitaven per reforçar una mena de "mur de Cotentin" curosament camuflat , els primers elements del qual s'havien instal·lat el 1942: la Línia Mahlmann, ara amb gairebé 10.000 homes, de l'existència de la qual els estatunidencs encara desconeixien a principis de juliol de 1944.
Confiant tot el nord del Cotentin, els estatunidencs havien d'avançar cap al sud per aconseguir l'avanç d'Avranches, que seria dirigit pel general George Patton i que consistiria a obrir el camí cap a Bretanya trencant les línies de defensa alemanyes prop del Mont Saint-Michel. Abans d'això, havien de prendre les ciutats de Coutances i Saint-Lô.
El VIII Cos, liderat pel general Troy Middleton, va tenir la tasca de trencar la Línia Mahlmann, que s'estenia des de Bretteville-sur-Ay a l'oest fins al sud de Carentan a l'est. La seva missió era arribar a Coutances i Saint-Lô després de creuar els aiguamolls i els turons fortificats al voltant de La Haye-du-Puits.

#### L'ofensiva de La Haye-du-Puits: divisió per divisió

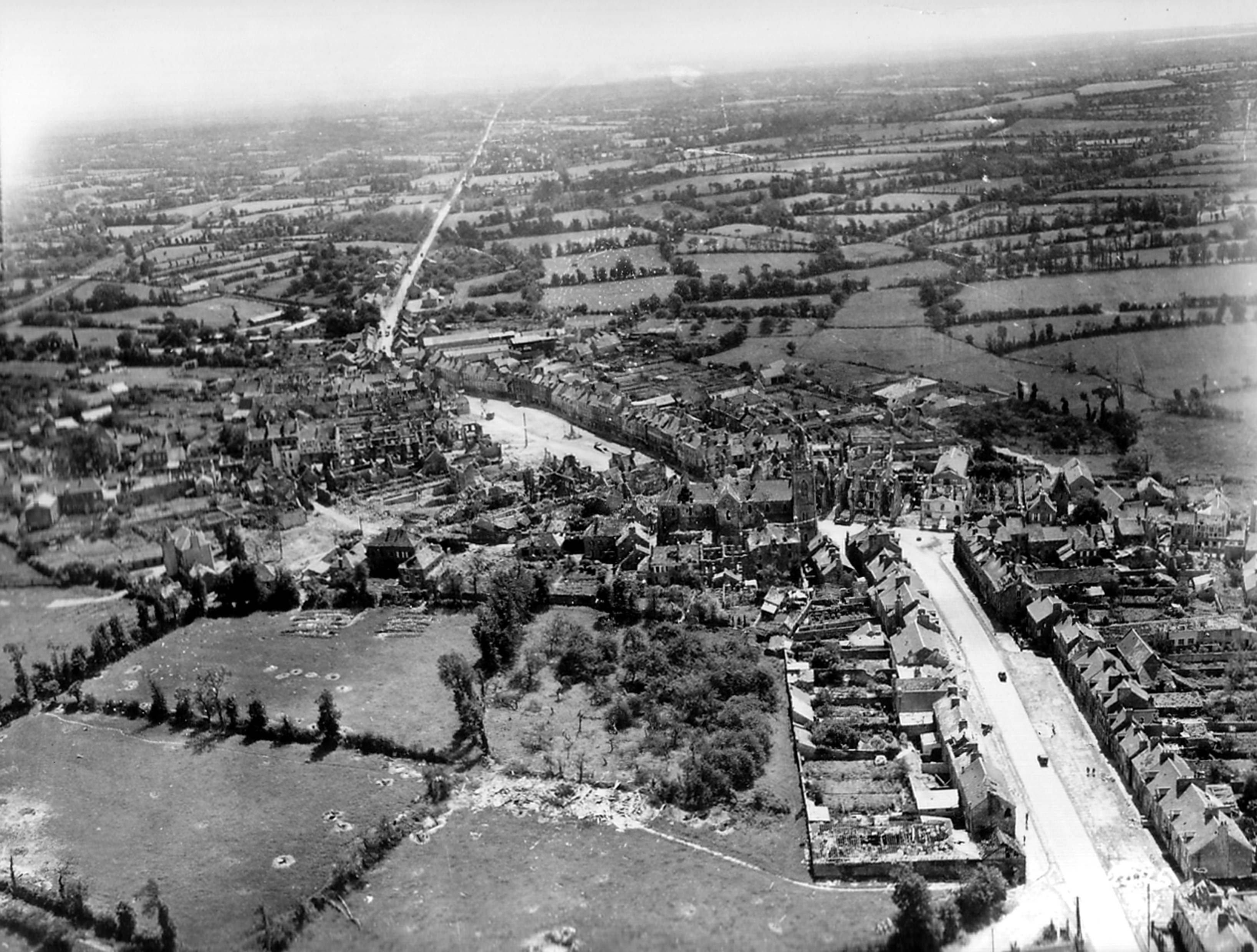
La ciutat de La Haye-du-Puits després dels combats

Al sud-oest del front estatunidenc, quatre carreteres convergeixen des de la ciutat de La Haye-du-Puits, que esdevingué una cruïlla important per als estatunidencs. La ciutat estava ocupada pels alemanys. A més, estava envoltada per quatre muntanyes que oscil·len entre els 110 i els 130 metres d'altitud. L'exèrcit alemany hi ha establert posicions fortificades: els monts Étenclin i Doville al nord, Castre al sud i Montgardon a l'oest.
El 3 de juliol, el VIII Cos va llançar l'ofensiva. Com a exploradors, a primera hora del matí, una patrulla americana de set soldats comandada pel tinent Stanley Weinberg, guiada per un jove francès, va penetrar les línies alemanyes i va capturar la tripulació d'una metralladora, així com alguns mapes. Entre ells hi havia un oficial alemany. Escorcollant el presoner, els soldats van trobar una fotografia seva nu i envoltat de prostitutes a la butxaca. Va ser sota l'amenaça de veure com la fotografia acabava a les mans de la seva dona, va revelar les disposicions de la Línia Mahlmann al tinent Weinberg. L'assalt podia començar definitivament per a les quatre divisions del VIII Cos .

##### L' última operació de la 82a Aerotransportada a Normandia

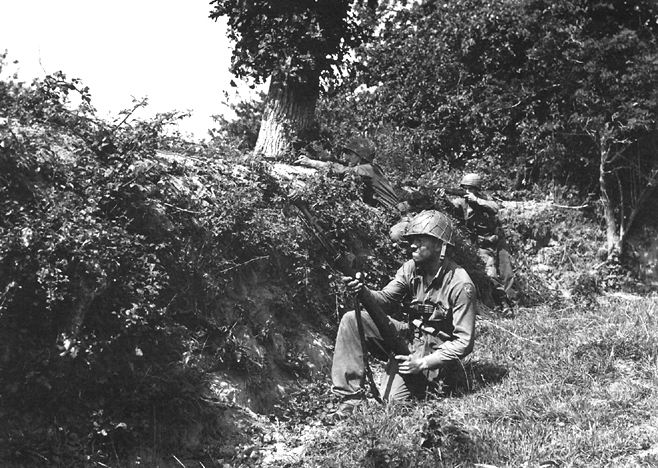
Soldats estatunidencs lluitant al bocage.

La 82a  Divisió Aerotransportada, comandada pel general de divisió Matthew Ridgway, ja coneixia bé l'enemic i tenia experiència sobre el terreny. Va començar a lluitar a la Segona Guerra Mundial el 10 de maig de 1943 durant el desembarcament al nord d'Àfrica. Unes setmanes després d'aquest bateig de foc, alguns d'aquests regiments van saltar a Sicília (505è) i al golf de Salern com a part de les operacions Husky i Alau. Finalment, aquests homes van estar lluitant des del seu salt a Sainte-Mère-Église la nit del 5 al 6 de juny de 1944. Després de prendre la ciutat i les posicions del Merderet a principis de juny, van prendre successivament Montebourg, Valognes i finalment Cherbourg el 25 de juliol.
Després d'aquestes fets d'armes, esperaven la seva propera operació a Saint-Sauveur-le-Vicomte i als boscos de Limors. Aquesta començà el 3 de juliol de 1944Cap a les 3 de la matinada, 4 regiments del 82è van desplaçar-se cap al sud per a aquesta missió des de les seves posicions: el 505è de Saint-Sauveur-le-Vicomte, el 508è i el 325è del bosc de Limors i el 507è de Picauville.

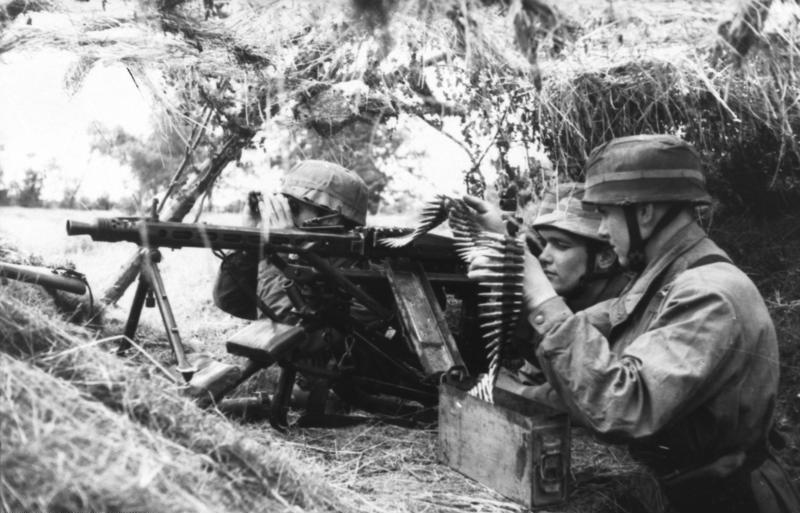
Fallschirmjäger en posició en un matoll, amb una MG-42.

Per a la seva tercera i última operació a la batalla de Normandia, l'objectiu principal de la 82a divisió  era l'altura 131: el mont Étenclin. A causa de la pluja que caigué sobre el sector aquell matí, l'aviació americana quedà immobilitzada i no pogué donar suport als soldats. La seva progressió va ser ràpida al principi contra un regiment d'Osttruppen, voluntaris de l'Est, que oposaren poca resistència. Però aviat, els paracaigudistes arribaren a la línia Mahlmann, entre el mont Castre (al sud) i el mont Étenclin (al nord), i així s'enfrontaren als dos turons de La Poterie i Sainte-Catherine. Al llogaret de La Poterie (situat davant del turó del mateix nom), els estatunidencs no es van adonar de la presència de soldats alemanys i es van trobar cara a cara amb ells. Sorpresos per ambdós bàndols, la captura del llogaret es va dur a terme amb ganivets.
Mentrestant, aquell mateix matí, el general von Choltitz, qui comandava part del front alemany, va ordenar a la 77a  divisió d'infanteria que abandonés l'ala occidental del dispositiu (on el Generalleutnant Mahlmann col·locaria la 243a  divisió unes hores més tard) per reforçar les posicions al flanc oriental del Mont Castre. En particular, una antiga torre medieval situada a Le Plessis-Lastelle des d'on es podia veure la zona de desembarcament de Utah Beach i, sobretot, que oferia una vista sense obstacles dels moviments dels estatunidencs i una posició de tir prefortificada. Els fallschirmjäger van anar a donar-los un cop de mà.
L'endemà, 4 de juliol, els soldats del 505è van atacar i després van prendre els dos turons de La Poterie i Sainte-Catherine.
El 5 de juliol, la 82a va eliminar els darrers punts de resistència al voltant de la ciutat de Lithaire. Un cop alliberada, la 82a Divisió Aerotransportada es va retirar a l'abadia de Blanchelande, situada a l'est de La Haye-Du-Puits, i va esperar el seu relleu. Va tornar al Regne Unit els dies següents. Les pèrdues de la 82a Divisió des del 6 de juny van ser importants: un terç dels seus efectius.

##### La 90a divisió d'infanteria  davant del Mont Castre
Comandat pel major general Eugene M. Landrum, la 90a divisió va desplegar tres regiments d'infanteria per a l'operació: el 357è, el 358è i el 359è, així com el 712è Batalló de Tancs. L'objectiu de la divisió era avançar d'est a oest des del sector Baupte, perpendicular a la 82a, trencar la Línia Mahlmann i capturar el Mont Castre, un gran punt fortificat des del qual els alemanys vigilaven Utah Beach.
Des del matí del 3 de juliol, el terreny era difícil: una densa xarxa de bardisses servida per camins enfonsats amb l'amenaça del Mont Castre dominant-ho tot. Cap a les 8:30 del matí, després d'haver avançat dolorosament durant dues hores, va arribar a la Línia Mahlmann, ocupada en aquest punt per molts Fallschirmjäger. Aquests últims van resistir hàbilment i violentament tot el dia. Els alemanys també atacarien per sorpresa el bivac del 90è al vespre.

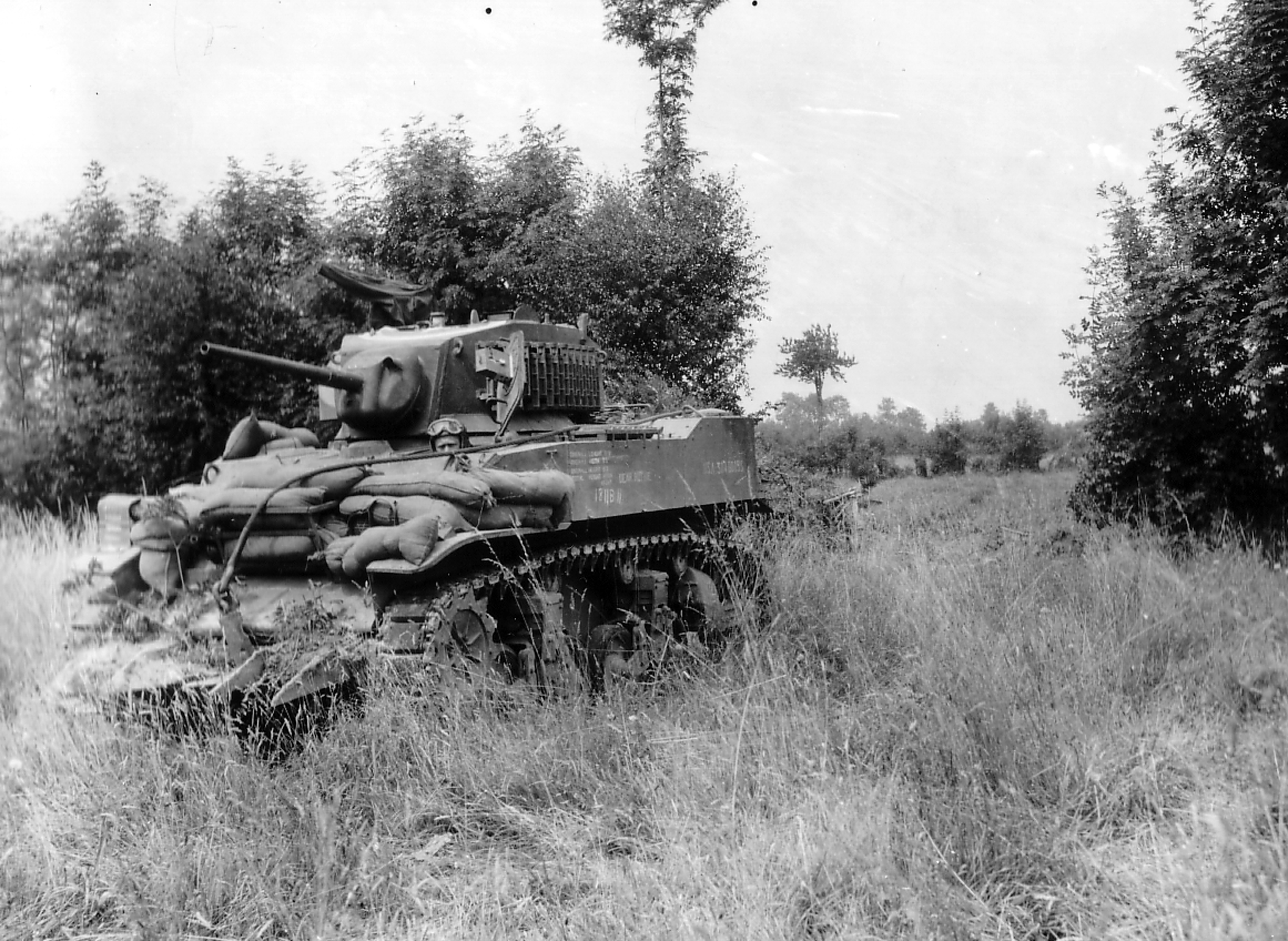
Els tancs trenquen les bardisses per a les tropes

L'endemà, 4 de juliol,  el 90% de les morts dels soldats aquell dia van ser causades per obusos de morter i artilleria. Tot el matí, bateries i canons mòbils van colpejar a banda i banda. A mitja tarda, amb reforços del 712è Batalló de Tancs al flanc oriental del Mont Castre, el 90è va aconseguir avançar cap a la muntanya. Un primer llogaret prop de Plessis-Latelle , Les Belles Croix, va ser pres, i després un segon al final del dia, La Butte.
El mateix dia, el 357è Regiment , que havia quedat en reserva fins aleshores, va entrar al llogaret de Beau Coudray , situat al mont Castre. Les pèrdues de vides van ser encara més elevades que el dia anterior per a la divisió: 800 homes, principalment del 358è Regiment.
El 5 de juliol, el general Landrum substitueix el 358è regiment  (molt afeblit) pel 357è i li dóna l'ordre d'atacar les altures del Mont Castre , encara en mans alemanyes, des del sud d'aquest. Fracassà, fent només uns progressos molt lleugers. En canvi, per la dreta, el 359è aconseguí avançar pel flanc oriental del Mont Castre, arribant fins a la meitat del vessant. Però aquestes posicions encara són precàries al final d'aquest dia.
L'endemà, havent millorat significativament el temps, la força aèria americana podrà donar suport a la infanteria i l'artilleria. L'objectiu d'aquest dia és prendre definitivament el Mont Castre desenvolupant una millor estratègia. En adonar-se que el 357è , atacant des del sud, i el 359è atacant des de l'est no havien aconseguit trencar el front el dia anterior i no podran fer-ho sols en aquest nou dia, els estatunidencs decidiren fer creure als alemanys que continuarien en la mateixa direcció. Per fer-ho, el 357è  atacà al mateix lloc i trobpà la mateixa resistència. Però durant aquest temps, el 359è deixa només uns quants homes a les posicions febles del flanc oriental per donar la impressió que el regiment encara hi era i s'estava debilitant. Tota la resta del 359è, en realitat, evità la línia alemanya i tornà a atacar des del flanc nord de la muntanya per sorpresa, recolzats per la força aèria i l'artilleria. Atacats des de tots els costats, els alemanys es van retirar a l'extrem oest de la muntanya cap al migdia.
A primera hora de la tarda, el cel estava cobert de pluja i els soldats es debatien en el fang en què s'estaven enfonsant. La força aèria ja no podia ajudar a avançar la divisió. Els alemanys estaven a punt d'impedir qualsevol progrés posterior al Mont Castre, i Landrum va posar en acció tot el que tenia a mà; ara només li quedava una companyia en reserva.
Al vespre, contraatacant cap a l'est, el 15è Regiment Fallschirmjäger va capturar la torre de l'homenatge que dominava el llogaret. Per recuperar el poble de Plessis-Latelle, que es trobava a sota, van envoltar dues companyies del 357è Batalló . Després de nombrosos intents d'escapar d'aquest moviment de pinça, els soldats estatunidencs esgotats d'una de les dues companyies atrapades van decidir rendir-se als alemanys l'endemà.

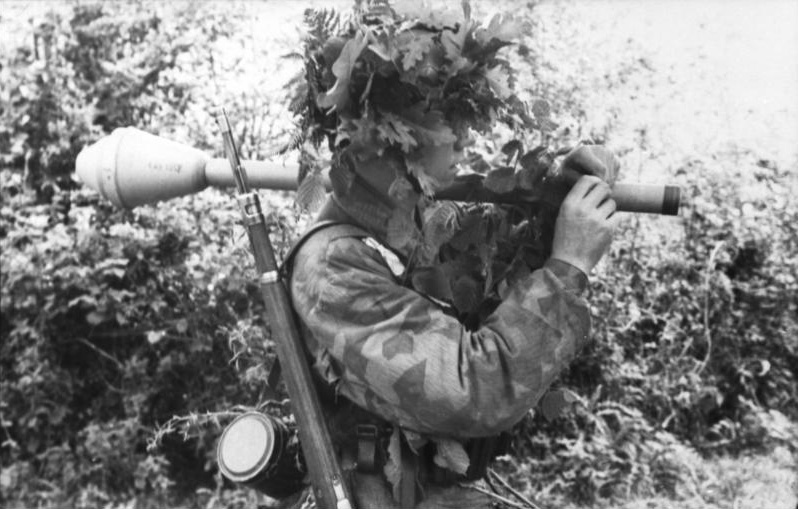
Fallschirmjäger amagat amb el seu Panzerfaust

El matí del dia 7, una companyia sota el comandament del coronel Barth va intentar alliberar el 357è batalló encerclat, amb el suport de dues seccions de tancs, però va perdre tots els seus oficials i sotsoficials, morts o ferits. Els supervivents, sense supervisió, es van retirar a la tarda. No obstant això, el 359è va aconseguir arribar al cim de la muntanya (turó 122), sense poder avançar més. Però al vespre, un potent reforç alemany, la 2a  Divisió Panzer SS Das Reich  va contraatacar i els seus tancs van expulsar els estatunidencs del Mont Castre. Aquests últims van veure com el seu front retrocedia cap al nord, darrere de la línia de Carentan a Carteret . El registre de la divisió era llavors desmoralitzador: 2.000 baixes per sis quilòmetres de terreny guanyat (un home perdut cada tres metres) en cinc dies de combats.
En els dies següents, la 90a divisió simplement consolidà el front cap al qual ha estat rebutjada. Van haver pocs atacs alemanys durant aquests dos dies, ja que els combats van tenir lloc contra les altres divisions estatunidenques que havien entrat a La Haye-du-Puits. Com a resultat de la captura de la ciutat, els alemanys es retiraren més de 10  km al sud. La línia Mahlmann quedà definitivament destruïda.
Finalment, el 10 de juliol, després de la retirada dels alemanys, el Mont Castre, Beau Coudray i Le Plessis-Lastelle van caure en mans de la divisió, que va avançar sobre els sectors que havia guanyat i després perdut successivament.

##### La 79a  Divisió d'Infanteria
Amb tres regiments (313è, 315è i 314è), la 79a Divisió  havia de capturar els turons de Montgardon, situats al sud-oest de l'objectiu principal de l'ofensiva: la ciutat de La Haye-du-Puits. El 3 de juliol, sortint de Saint-Lô-d'Ourville, els regiments 313è i 315è es van dirigir cap a Montgardon, que estava fortament  fortificat pels alemanys.
Mentrestant, el 314è va atacar  posicions enemigues al Mont Doville per evitar foc al Mont Étenclin, que estava sent atacat per la 82a Aerotransportada. El Mont Doville, coronat per una capella en un turó pelat que s'elevava a 121 metres, també seria un bon punt de vista per a la ciutat de La Haye-du-Puits. Una patrulla de dotze homes del regiment, liderada pel coronel Robinson, va arribar al peu del turó al vespre i va desaparèixer en la foscor. Es va perdre tot contacte fins a les 3:30 del matí. Un oficial d'enllaç d'artilleria finalment va aconseguir establir contacte per ràdio amb ells. Van informar que estaven ben establerts al turó i que només havien trobat un lloc alemany molt lleuger. La meitat del 314è es va unir a ells. La resta del regiment va avançar directament cap a La Haye-du-Puits abans de ser bloquejat davant de la ciutat pel foc d'artilleria alemany. A l'est, es va establir contacte amb la 82a Divisió del general Ridgway . Amb els alemanys capturats per darrere pels estatunidencs, tot va passar ràpidament. El 314è va venir llavors a donar suport als altres dos regiments que estaven en dificultats davant de Montgardon.
De fet, el 315è del general Mac-Mahon es va trobar amb diversos vehicles blindats alemanys amagats darrere de les bardisses. Van obrir foc contra els tancs estatunidencs que els acompanyaven, causant pànic entre els soldats. Més tard, dues companyies que descansaven al llarg d'una carretera enfonsada van ser envoltades pels alemanys. Quatre oficials i cinquanta homes van oferir resistència inicial, que va ser ràpidament reforçada, i l'artilleria del 314è, ara ben dirigida des del Mont Doville, va colpejar els alemanys. Els estatunidencs van resistir, i els alemanys van deixar 64 presoners.
La resistència alemanya va ser molt dura. Els estatunidencs van patir grans pèrdues, però finalment van vèncer l'enemic.

##### El 106è Grup  de Cavalleria
El 106è Grup de Cavalleria va arribar a França sota el comandament del coronel Vennard Wilson, un oficial de l'exèrcit regular.
La seva primera missió va ser ajudar a reduir les forces alemanyes prèviament aïllades durant l'avanç del VIII Cos a la península de Cotentin al llarg de la costa occidental des de La Hague fins al Mont-Saint-Michel.
Mentre seguia la progressió del VIIIè Cos cap al sud, el 106è va seguir  la costa oest, sortint de Portbail el 3 de juliol i arribant a la punta del port de Saint-Germain-sur-Ay el 10 de juliol, trobant poca resistència.

##### Uns quants quilòmetres darrere del front, es prepara la seqüela
El 6 de juliol, el general George Patton va arribar en secret a territori francès via Utah Beach . A partir d'aquella data, es va posicionar just darrere del front en un campament establert a Néhou, on va preparar l'avanç d'Avranches, que havia de seguir l'atac que el general Troy Middleton havia estat liderant des del 3 de juliol.

### Els combats per Saint-Lô

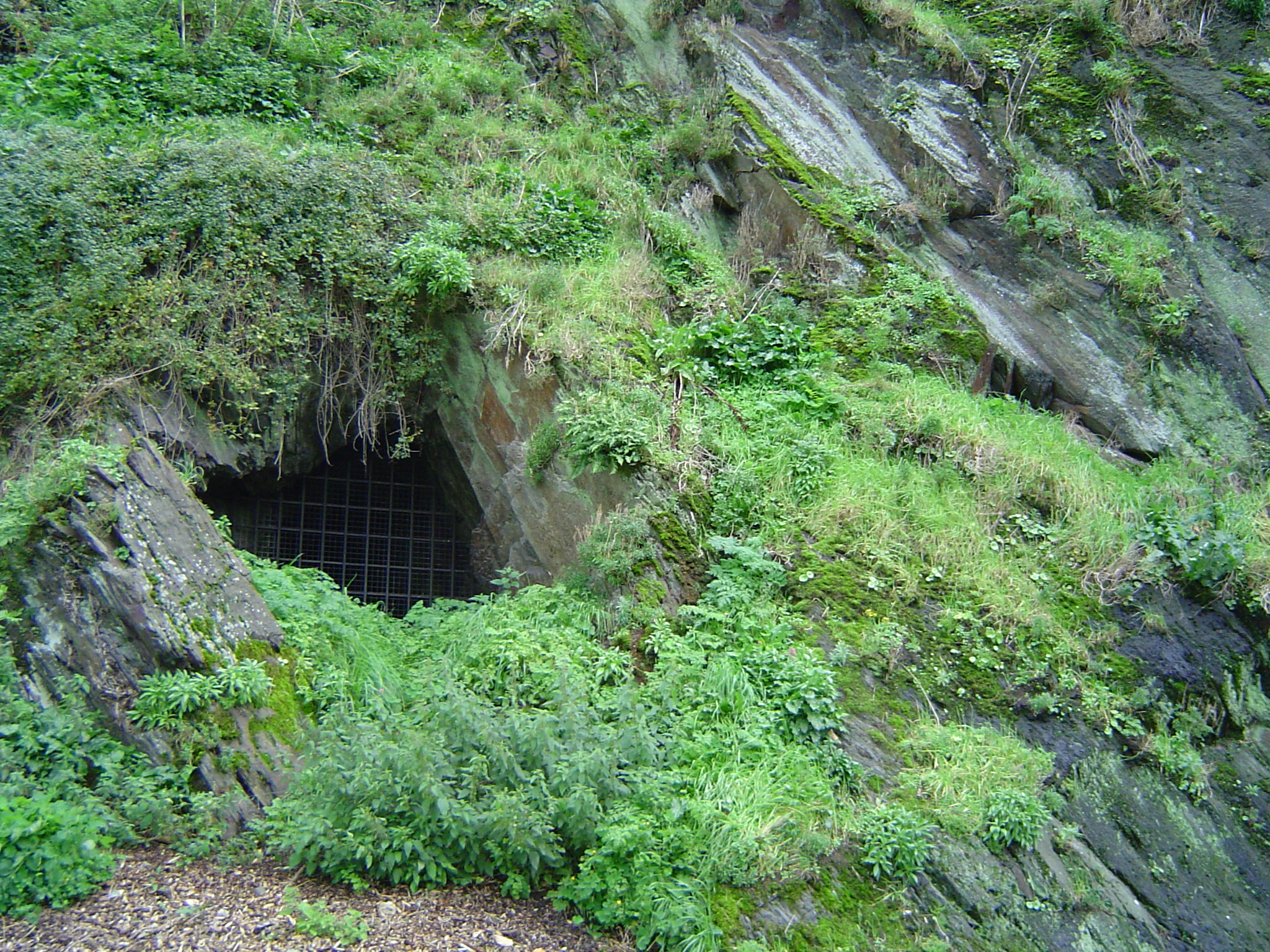
Entrada a la cova a les muralles

Mentre que l'Alt Comandament havia fixat que la prefectura fos capturada nou dies després del desembarcament, la Batalla de les Bardisses va alentir significativament l'avanç estatunidenc. A més, el mal temps al voltant del 9 de juliol va transformar el terreny en camps fangosos.
La conquesta de Saint-Lô va ser confiada al XIX Cos del Primer Exèrcit Estatunidenc, sota el comandament del general Corlett, que incloïa:
- La 29a Divisió,  situada a la carretera de Bayeux, prop de Martinville.  Estava dirigida pel major general Charles H. Gehardt.
- La 30a  Divisió es va situar a la carretera de Périers, prop de Mesnil-Durand, comandada pel major general Leland Hobbs.
- La 35a Divisió, comandada pel major general Paul W. Baade, es va situar a la carretera d'Isigny, experimentant dificultats a Pont-Hébert

Davant, dos cossos d'exèrcit alemanys es troben al front de Saint-Lô: la 352a Divisió d'Infanteria, comandada pel generalleutnant Dietrich Kraiß i la 3a Divisió Paracaigudista del Generalleutnant Richard Schimpf, ambdues unitats englobades al 2n Cos de Paracaigudistes,  comandat pel General der Fallschirmtruppe  Eugen Meindl.

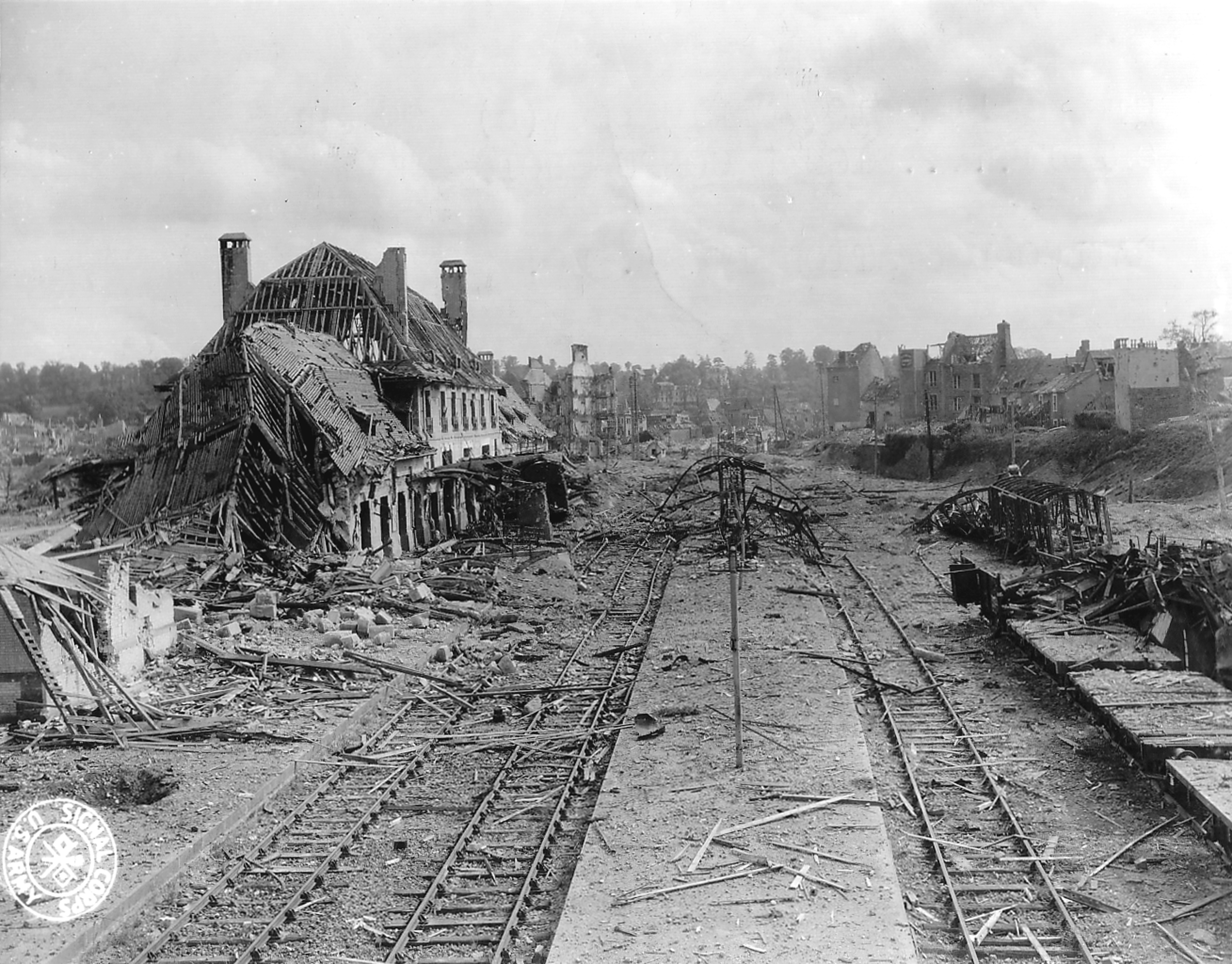
Ruïnes de l'estació

La 29a  Divisió va atacar el sector nord-est de Saint-Lô, prop de La Madeleine. Un batalló liderat pel major Bingham, conegut com el "batalló perdut", es va trobar aïllat durant tot un dia sense municions i amb poc menjar. Hi va haver 25 ferits i només tres metges, mentre que les forces alemanyes eren molt a prop. Els avions fins i tot van haver de llançar bosses de plasma. Martinville Hill va ser contínuament "regat" per l'artilleria alemanya. El 17 de juliol, el 3r Batalló  del major Thomas D. Howie es va unir al batalló perdut cap a les 4:30 del matí. Amagat sota la vegetació, el 3r Batalló  va rebre l'ordre de no respondre al foc enemic i d'utilitzar només la baioneta. Si la unió tenia èxit, un obús de morter explotava prop del major, ferint-lo mortalment. La posició va ser llavors fortament atacada, impedint qualsevol moviment durant el dia.

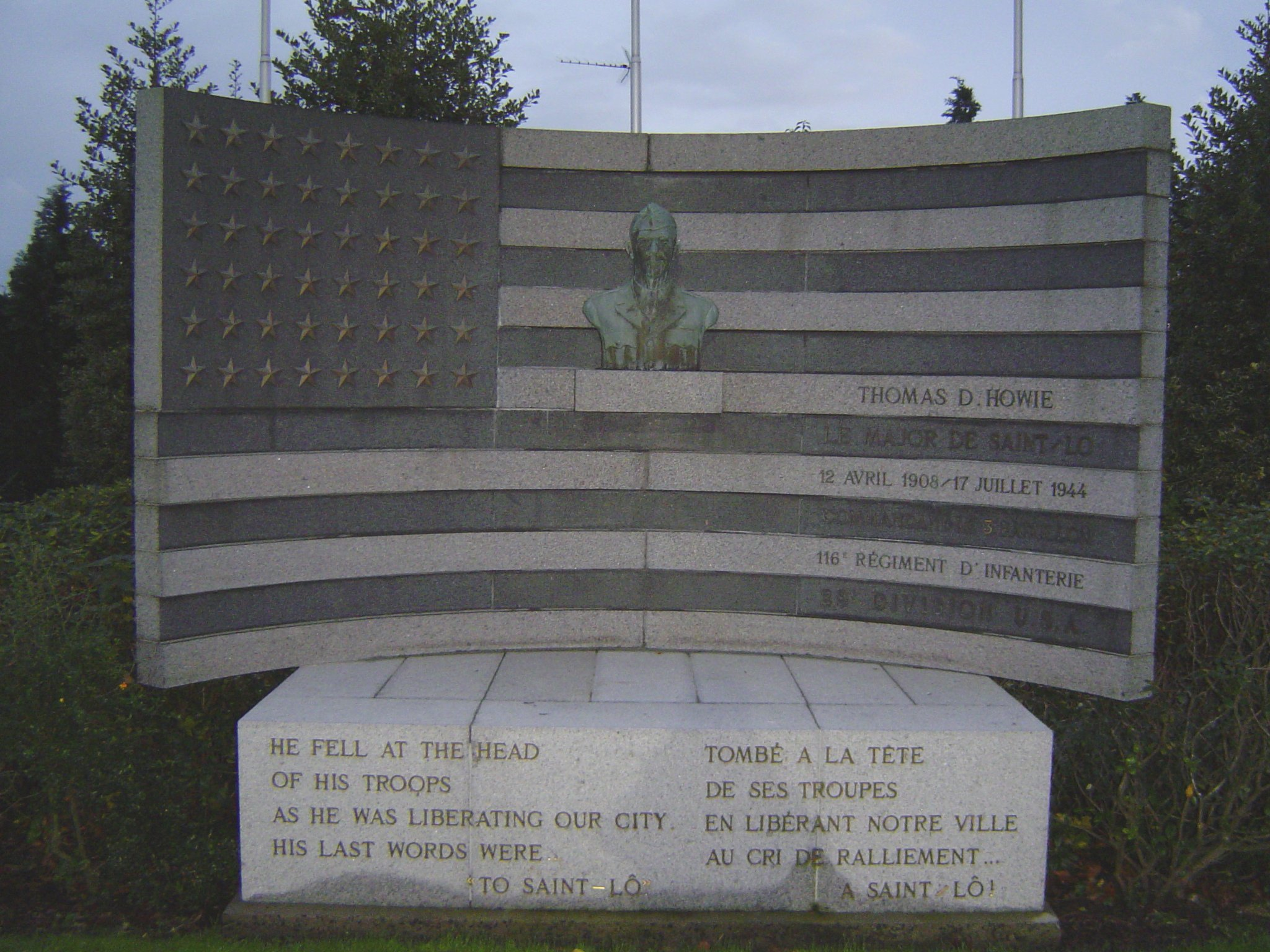
Monument al Major Howie

El 17 de juliol , el capità Puntenney va sol·licitar suport d'artilleria i aeri per dispersar les tropes alemanyes. Els soldats, curts de municions, van prendre, tanmateix, la cruïlla de La Madeleine gràcies a un dipòsit de mines abandonat pels alemanys. El 115è, mentrestant, va evitar La Luzerne per desplegar-se a la baixa vall de Dollée. El 18 de juliol , una companyia del 116è va restablir la unió amb la posició de Madeleine i els alemanys es van retirar cap a l'oest, en direcció a Rampan. Un grup d'operacions va ser col·locat sota la direcció del general Norman Cota per formar la Task Force C. Cap a les 15:00, els vehicles blindats van seguir la carretera d'Isigny, seguits per files de soldats. Van arribar a Saint-Lô pel barri de Bascule, prop de l'església de Sainte-Croix.
L'exèrcit es va reagrupar a la plaça del Camp de Mars i va controlar els punts estratègics a l'est de Saint-Lô (carretera de Carentan, carretera de Torigni, carretera de Bayeux) cap a les 18:00. Sorpresos per la velocitat, els alemanys van oferir poca resistència. Retirada al vessant d'Agneaux, l'artilleria alemanya va bombardejar la cruïlla de Saint-Lô, en particular la de La Bascule, ferint diversos oficials, inclòs el general Cotta. Així, el major Glover S. Johns, comandant el 1r  batalló del 115è , va decidir instal·lar el lloc de comandament al cementiri, al soterrani de la cripta de la família Blanchet . Les restes del major Howie van ser enterrades sobre les restes del campanar de Sainte-Croix en homenatge al seu coratge, ell que s'havia promès ser el primer soldat a entrar a la ciutat. L'endemà, els soldats van recórrer els carrers per despistar els últims franctiradors alemanys, que van intentar un contraatac sense èxit durant la nit del 20. A les 4:40 del matí, la 29a Divisió  va abandonar la ciutat sota el control de la 35a Divisió  .

### El sector de Sainteny
7.000 soldats van morir o van resultar ferits en alliberar el senzill poble de Sainteny, encaixat entre dos aiguamolls, entre Carentan i Périers. A principis de juliol, els estatunidencs van perdre un home per cada metre d'avanç de la línia del front. Les pèrdues serien encara més terribles en prendre la ciutat de Saint-Lô, ferotgement defensada per un regiment de paracaigudistes alemany des dels turons al nord de la ciutat. El juliol seria sens dubte el mes més difícil per als aliats al front occidental. Segons els seus plans, a D+60 (60 dies després del desembarcament) ja haurien d'haver alliberat Bretanya i haver arribat al Loira mentre estaven bloquejats al nord d'una línia Caen-Saint-Lô, havent avançat només uns quants quilòmetres en més de tres setmanes. L'estat major estatunidenc estava preocupat; a aquest ritme, temien haver de lluitar un altre mes per arribar a Coutances.

## Els vehicles blindats travessen les bardisses

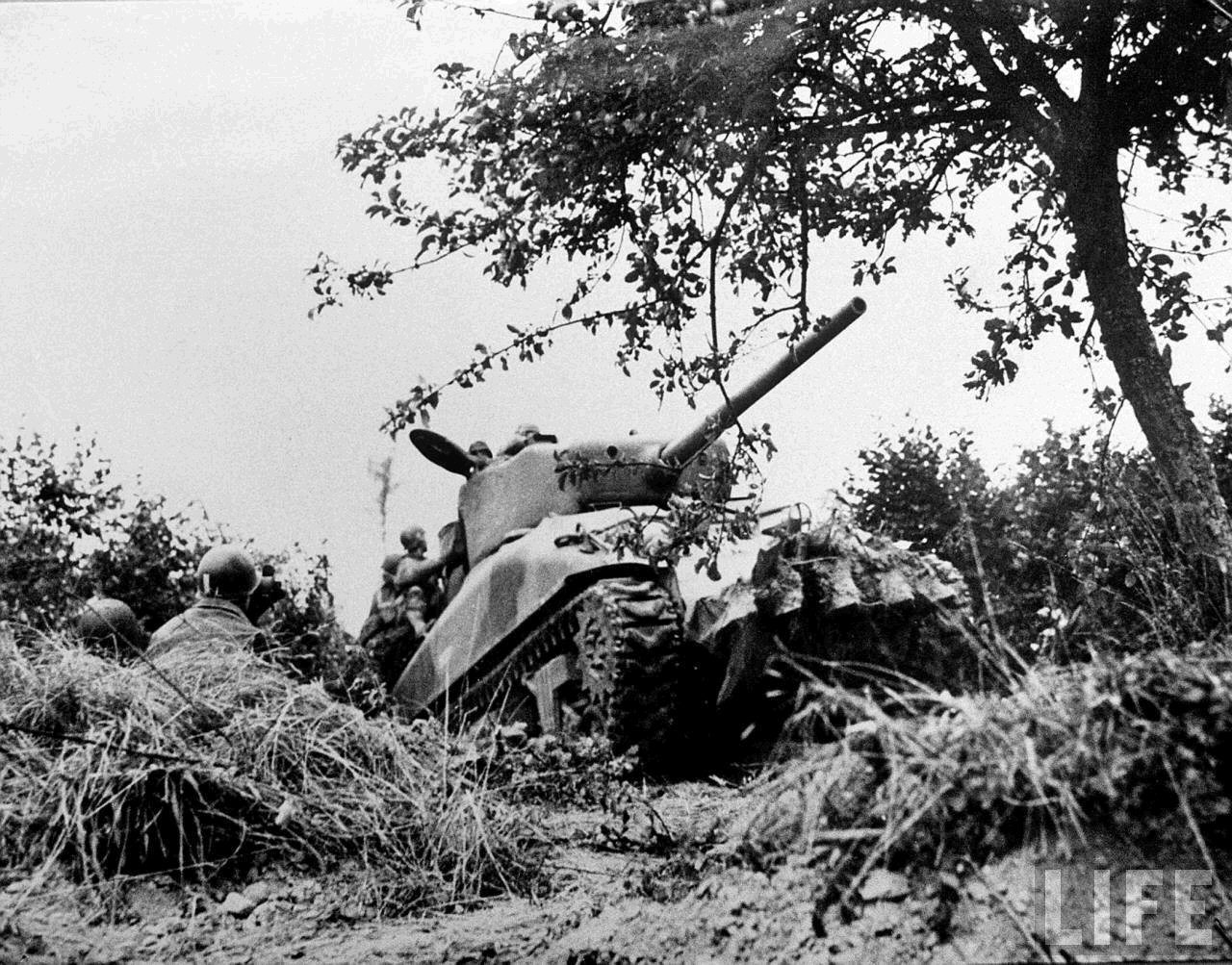
Un tanc M4 Sherman equipat amb una tallabardisses a Normandia.

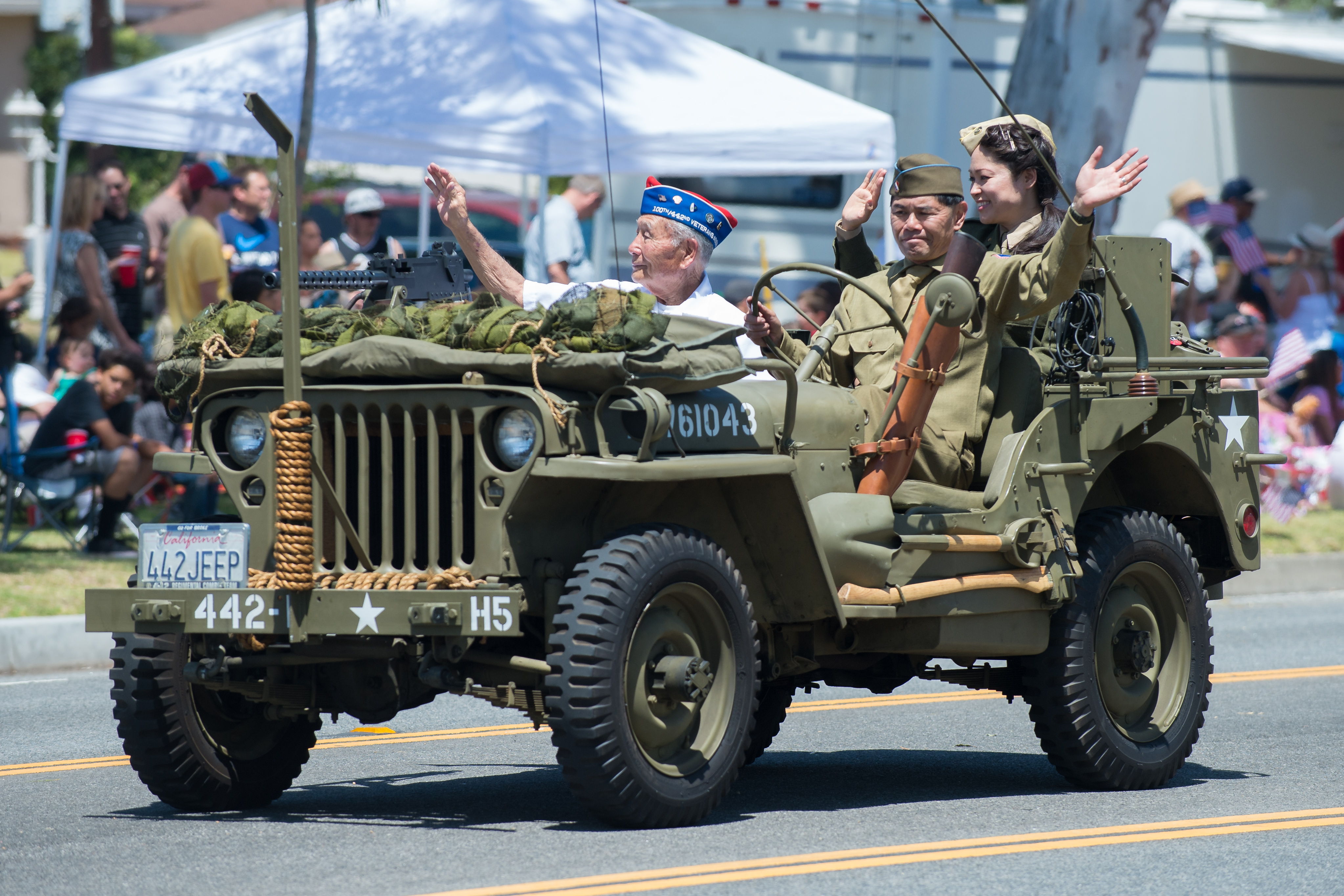
Altres vehicles podien travessar bardisses, com el Willys Jeep, als quals se'ls posava una "talladora de filferro espinós" al para-xocs davanter que tallava els cables d'acer estirats entre arbres en bardisses i carreteres, decapitant el conductor i els passatgers..

Els vehicles blindats aliats no podien avançar en aquest terreny; les carreteres eren estretes i estaven vorejades de bardisses altes, deixant els tancs exposats al foc d'artilleria alemanya. I quan van aconseguir creuar les bardisses, la maniobra va exposar la part inferior no blindada del tanc al foc dels panzerschreck (l'equivalent a les bazuques estatunidenques) dels soldats alemanys que esperaven.
Per tal de permetre el suport blindat a les tropes, l'exèrcit dels Estats Units buscà solucions perquè els tancs poguessin trencar fàcilment les bardisses i, un cop creuades, els tancs ja no avancessin cap als camps i donessin suport a la infanteria des de la distància mentre aquesta pugés a cada costat per atacar la bardissa següent.
Es van utilitzar excavadores, però només n'hi havia en petites quantitats. Es van provar canons de gran calibre per polvoritzar bardisses. Les unitats blindades i d'enginyers van desenvolupar les seves pròpies tècniques explosives, però els resultats van ser diversos (temps d'implementació, pèrdua de sorpresa, dificultat per col·locar l'explosiu,  etc.). Durant una prova de col·locació d'explosius mitjançant tubs, els homes del 747è Batalló Blindat  van descobrir que un tanc equipat amb tubs de vegades podia creuar certes bardisses petites per si sol. Però la maniobra sovint torçava els tubs. Després d'observar aquests passos de bardisses, el tinent Charles B. Green del 747è va equipar  un tanc Sherman amb un gran amortidor fet amb vies de ferrocarril. Així equipat, el tanc va resultar prou potent per esquinçar i creuar gairebé qualsevol bardissa. Els equips de manteniment van equipar diversos Sherman del 747è.
Un sergent de tancs, Curtis G. Culin, va desenvolupar llavors un dispositiu senzill però enginyós. Va fixar fulles d'acer a la part davantera del seu tanc, permetent-los creuar bardisses tallant-les a la base. Aquestes fulles estaven fetes d'eriçons txecs, una mena de cavall frisó fets de bigues d'acer, que els alemanys havien col·locat a les platges de Normandia per evitar que desembarquessin les barcasses i les barcasses aliades.
El general Omar Bradley va ser convidat el 15 de juliol a veure una demostració del dispositiu i, convençut, va ordenar immediatament que s'equipés a tants tancs com fos possible, sobretot des que s'havia anunciat el llançament d'una operació important, l'Operació Cobra. Així, durant l'avanç a Saint-Lô, aproximadament tres de cada cinc tancs tenien un tallabardisses. L'aspecte del dispositiu va valer als tancs equipats el sobrenom de "tanc rinoceront" per la seva semblança amb la banya de l'animal.

## Final de les batalles
Els aliats només escaparien d'aquesta trampa de bardisses amb el llançament de l'Operació Cobra i la ruptura de les línies alemanyes amb una nova tàctica definida pel general Omar Bradley anomenada "bombardeig en estora". El 25 de juliol, 1.500 bombarders van saturar amb bombes un estret corredor de només uns pocs quilòmetres entre els pobles de La Chapelle-en-Juger i Hébécrevon, al nord de la carretera principal que uneix Saint-Lô amb Coutances, per tal d'aniquilar qualsevol defensa alemanya i crear la bretxa en la qual es precipitarien els exèrcits estatunidencs, marcant el final de la guerra de bardisses. Les tropes alemanyes, també esgotades per dos mesos de combats i escasses de nombre, no podrien reconstituir ràpidament una línia defensiva, permetent la ruptura a Avranches i una guerra de moviment més favorable als aliats.